# Bitkom
Bitkom e. V. (Bitkom; vormals Bundesverband Informationswirtschaft, Telekommunikation und neue Medien) ist der Branchenverband der deutschen Informations- und Telekommunikationsbranche. Derzeitiger Präsident des Bitkom ist Ralf Wintergerst. Hauptgeschäftsführer ist Bernhard Rohleder. Insgesamt arbeiten mehr als 100 Mitarbeiter für die Bitkom-Gruppe, zu der die Bitkom Servicegesellschaft mbH (BSG) und die DFA Digital für alle GmbH gehören.

## Geschichte
Der Verband wurde im Oktober 1999 in Berlin gegründet. Gründungsverbände des Bitkom waren der Bundesverband Informations- und Kommunikations-Systeme (BVB), der Bundesverband Informationstechnologien (BVIT) sowie die Fachverbände Informationstechnik im VDMA und Kommunikationstechnik im ZVEI. Sie wurden, ebenso wie die folgenden sechs VDMA-Arbeitsgemeinschaften zum 1. Januar 2001 mit dem Bitkom verschmolzen:
- Kopiererhersteller und -importeure (AG KHI)
- European Printer Manufacturers and Importers (EPMI)
- Telefax (AG Telefax)
- Aktenvernichter (AG Aktenvernichter)
- Telekommunikations-Mehrwertdienste (AG TMD)
- Altgeräte (AG CYCLE)

In den Folgejahren gingen vier weitere Verbände und Organisationen auf den Bitkom über:
- Unternehmensverband Informationssysteme (UVI)
- Deutsche EDI Gesellschaft (Dedig)
- European Net Economy Forum (e-nef)
- European Thin Clients Forum (ETCF)

Neben Volker Jung als Präsident wurden Willi Berchtold, Jörg Menno Harms sowie Gerhard Jörg mit der Gründung als Vizepräsidenten des Bitkom gewählt. Dem ersten Bitkom-Präsidium gehörten unter anderem Erwin Staudt (IBM), Josef Brauner (Deutsche Telekom AG), Eberhard Färber (Ixos AG) sowie Werner Schmücking (Siemens AG) an.
Bis Ende 2000 ließ die Bitkom-Satzung nur die Mitgliedschaft weiterer Verbände zu, danach auch direkte Unternehmensmitgliedschaften. Der Verband organisiert die fachliche und politische Arbeit in den Geschäftsfeldern Wirtschaft und Technologien, Recht und Sicherheit, Start-ups und digitale Transformation. Innerhalb dieser Bereiche werden in den ca. 120 Arbeitskreisen, Ausschüssen, Branchendialogkreisen und Foren mit Vertretern der Mitgliedsunternehmen und Mitarbeiter des Bitkom Studien und Grundsatzpapiere, Leitfäden, Konzepte sowie neue Geschäftsmodelle erarbeitet und veröffentlicht.
Der Verband ist Mitglied im Bundesverband der Deutschen Industrie (BDI) und im europäischen Spitzenverband der Informations- und Telekommunikationsbranche DIGITALEUROPE.
Präsidenten
Die Präsidenten seit der Gründung des Verbands:
- 1999–2003: Volker Jung
- 2003–2007: Willi Berchtold
- 2007–2011: August-Wilhelm Scheer
- 2011–2015: Dieter Kempf
- 2015–2017: Thorsten Dirks
- 2017–2023: Achim Berg
- seit 2023: Ralf Wintergerst

## Mitglieder
Als Interessenverband vertritt er mehr als 2200 Unternehmen aus der digitalen Wirtschaft, die zusammen etwa 200 Milliarden Euro Umsatz im Jahr erwirtschaften und in Deutschland mehr als 2 Millionen Beschäftigte haben. Zu den Mitgliedern zählen mehr als 1000 Mittelständler, über 500 Startups und nahezu alle Global Player. Unter den Mitgliedern sind Geräte-Hersteller, Anbieter von Software und IT-Dienstleistungen, sowie von Dienstleistungen im Bereich Telekommunikation und Internetdiensten, Hersteller von Hardware und Unterhaltungselektronik sowie Unternehmen der digitalen Medien und der Netzwirtschaft. 82 Prozent der Mitglieder haben ihren Hauptsitz in Deutschland, acht Prozent kommen aus dem restlichen Europa, sieben Prozent aus den USA und drei Prozent aus anderen Regionen.

## Ziele
Der Interessenverband will optimale politische und wirtschaftliche Rahmenbedingungen für die ITK-Branche erreichen. Er setzt sich zudem für eine strategische ITK-Politik ein, die die Politikebenen von der EU über Bund und Länder bis zu den Kommunen umfasst. Zugleich will der Bitkom die Politik dazu bewegen, ihre Maßnahmen in den erfolgskritischen Handlungsfeldern zu integrieren. Die Felder sind:
- Bildungspolitik
- Standort- und Arbeitsmarktpolitik
- Gesellschaftspolitik
- Digitale Transformation der deutschen Leitbranchen
- Startups und Wachstumsfinanzierung
- Öffentlicher Sektor.

Der Bitkom tritt weiterhin öffentlich als Lobbyorganisation in der Diskussion um computerimplementierte Erfindungen auf. Zudem hat der Bitkom immer wieder Kritik an der IT-Strategie der Bundesregierung geäußert und eine Strategie für das digitale Zeitalter gefordert.

## Themen
Im Kern der politischen Agenda des Bitkom stehen
- Digitale Teilhabe
- Modernisierung von Bildungssystem und Arbeitsrecht
- Sicherung des Fachkräftenachwuchses
- Etablierung eines Berufsbilds „Digital Design“[9][10][11][12]
- Ausbau digitaler Infrastruktur für Breitband, Energie und Verkehr
- Digitalisierung der Verwaltung und öffentlicher Dienstleistungen (E-Government)
- Die digitale Transformation und Innovationen fördern
- Industrie 4.0
- Datenschutz und -sicherheit
- Umwelt und Nachhaltigkeit[13]
- Recht & Regulierung[14]
- Technologie & Software[15]
- E-Health
- Mittelstand und Start-ups
- Consumer Electronics.

Die hundertprozentige Tochtergesellschaft Bitkom Servicegesellschaft mbH bietet Dienstleistungen für Mitglieder und Nichtmitglieder an, unter anderem über die Bitkom Akademie, Bitkom Consult und den weee-full-service. Ebenfalls Teil der Bitkom Servicegesellschaft ist Bitkom Research, das das EITO-Portal betreibt. Bitkom Research liefert dem Verband durch eigene Marktforschung aktuelle Marktdaten und -analysen zu den europäischen und internationalen Märkten für Informations- und Kommunikationstechnik sowie repräsentative Umfragedaten aus Wirtschaft und Bevölkerung.

## Veranstaltungen und Publikationen einer „Bitkom-Digitalstrategie“
Der Bitkom führt jährlich mehrere Veranstaltungen durch, in denen Mitglieder und andere Interessenten sich über Themen des Verbandes austauschen. Besondere mediale Beachtung erfährt dabei stets die sogenannte hub.berlin, an der hochrangige Vertreter aus Politik und Wirtschaft teilnehmen. In den Jahren 2012, 2013 und 2014 wurde er – noch mit dem alten Namen „Trendkongress“ – unter dem Motto „Create.Innovate.Grow“ durchgeführt. Seit 2015 stellt sich die Veranstaltung international auf und erhielt zunächst mit dem Namen hub conference einen neuen Titel, der dann 2017 mit „hub.berlin“ ein weiteres Mal umbenannt wurde.
2014 sowie 2020 wurden umfängliche, mehrere Jahre umfassende „Bitkom-Digitalstrategie“-Publikationen herausgegeben: 
- 2014 die „IT-Strategie – Digitale Agenda für Deutschland“[22] sowie
- 2020 eine überarbeitete Neufassung der Bitkom-Digitalstrategie namens „Last Call: Germany! Die Bitkom-Digitalstrategie 2025“.[23]

## Kritik
Im Mai 2017 wurde dem Bitkom der Negativ-Preis Big Brother Award in der Kategorie Wirtschaft verliehen. In ihrer Laudatio führte Rena Tangens drei Hauptgründe an:
1. „unkritisches Promoten von Big Data“
2. „penetrante Lobbyarbeit gegen Datenschutz“
3. weil er „de facto eine Tarnorganisation großer US-Konzerne ist, die bei Bitkom das Sagen haben“.

Der Vorwurf, eine Tarnorganisation großer US-Konzerne zu sein, wird damit begründet, dass fünf von 16 Mitgliedern des Bitkom-Präsidiums (32 %) von einer US-Tochtergesellschaft entsandt seien, während nur acht Prozent der Bitkom-Mitglieder aus den USA kämen.